# Francisco Javier de Lizana y Beaumont
Francisco Javier de Lizana y Beaumont (Arnedo, España, 13 de diciembre de 1749-Ciudad de MéxicoCiudad de México, Virreinato de Nueva España, Imperio Español, 6 de marzo de 1811), fue un clérigo y político español, arzobispo de México y virrey de la Nueva España.

## Biografía
Hizo sus estudios religiosos en Calatayud y Zaragoza, recibiendo el doctorado en derecho civil y canónico en 1771. 
Fue profesor de la Universidad de Alcalá de Henares, obispo in partibus de Taumasia en 1795, y en 1801 obispo de Teruel. 
Fue nombrado arzobispo de México en 1803. 
Sucedió al mariscal Pedro de Garibay como virrey de la Nueva España por designación de la Junta Suprema Central el 19 de julio de 1809.
A su corto virreinato se le llamó, el pontificado, y en su escaso mandato envió a España más de tres millones de pesos. 
Durante su gobierno se desarrollaron muchas de las actividades tendentes a la independencia. Se descubrió entonces la conjura de Valladolid de 1809. Los principales dirigentes fueron los José María García Obeso, José Mariano Michelena, José Nicolás Michelena, Manuel de la Torre Lloreda, Soto Saldaña y José María Izazaga entre otros. No se mostró riguroso con los participantes de ella, pero creó la Junta de Seguridad y Buen Orden en previsión de los acontecimientos que pudieran producirse.
Fue destituido por la Junta Central el 8 de mayo de 1810, menos de un año después de su nombramiento.
Falleció en México el 6 de marzo de 1811.
Está enterrado en la cripta de los Arzobispos en la Catedral Metropolitana de la Ciudad de México.
| Predecesor: Félix Rico                  | Obispo de Teruel 1800-1802          | Sucesor: Blas Joaquín Álvarez de Palma |
| Predecesor: Alonso Núñez de Haro        | Arzobispo de México 1802-1811       | Sucesor: Pedro José Fonte              |
| Predecesor: Pedro de Garibay (interino) | Virrey de la Nueva España 1808-1809 | Sucesor: Francisco Xavier Venegas      |